# 湖北省語言文字工作委員會
湖北省语言文字工作委员会，簡稱湖北省語委，主管湖北省的語言文字工作。2012年，主任郭生练（兼任副省长），